# Elton.tv
elton.tv war eine Sendung von ProSieben, die von Elton moderiert wurde. Elton war bis dahin hauptsächlich als Sidekick von Stefan Raab in der Rolle des „Showpraktikanten“ einem größeren Publikum bekannt. Der Inhalt der Sendung bestand in erster Linie aus der Vorstellung von witzigen Internet-Seiten, der Vorführung von Kurzfilmen, z. B. der Cartoonserie El tonno, und Spielen mit prominenten Gästen.
Die Sendung war eine Raab-TV-Produktion und lief in der Originalausstrahlung jeden Donnerstag nach TV total. Sendestart war der 6. Dezember 2001. Ende März 2003 wurde die Sendung nach 49 Folgen abgesetzt und später noch einmal auf dem Musiksender VIVA wiederholt.
Vom 2. April 2013 bis 2. Juli 2013 wurden zehn neue Folgen von elton.tv produziert und auf MySpass.de zum Ansehen bereitgestellt.